# Taco (Tranvía de Tenerife)
Taco es una parada de las paradas de la línea 1 del Tranvía de Tenerife. Está situada en la Carretera del Rosario, en la ciudad de La Laguna.
Se inauguró el 2 de julio de 2007, junto con todas las de la línea 1.

## Accesos
- Carretera del Rosario, pares
- Carretera del Rosario, impares

## Líneas y conexiones

### Tranvía
| Línea | Origen         | Destino     |
| ----- | -------------- | ----------- |
|       | Intercambiador | La Trinidad |

## Lugares próximos de interés
- Complejo Deportivo y Piscina Municipal "El Polvorín"

- Datos: Q6137893
- Multimedia: Taco (Tranvía de Tenerife) / Q6137893